# 加来 (缅因州)
加来（英語：Calais）是美國緬因州華盛頓縣的一個城市，位於聖克洛伊河西岸，對岸是加拿大紐賓士域的聖史提芬。2000年人口3,447人。
1809年6月16日建立，並以法國的港市加来為名，以紀念法國對美國獨立的支持。1850年8月24日設市。